# Saemundssonia antarctica
Saemundssonia antarctica är en insektsart som först beskrevs av Wood 1937.  Saemundssonia antarctica ingår i släktet Saemundssonia och familjen fjäderlöss. Inga underarter finns listade i Catalogue of Life.